# Namo Mbelin (Kuala)
Namo Mbelin is een bestuurslaag in het regentschap Langkat van de provincie Noord-Sumatra, Indonesië. Namo Mbelin telt 3632 inwoners (volkstelling 2010).